# Saodat Ismailova
Saodat Ismailova (Tasjkent, 1981) is een Oezbeekse videokunstenaar, scenarioschrijver en filmregisseur. In haar werk onderzoekt ze de complexe en gelaagde cultuur van Centraal-Azië. Ze portretteert in haar films de eigenheid van dit gebied als kruispunt van culturen, waarbij intuïtie, verhalen en muziek, met name van en door vrouwen, centraal staan.
Ismailova woont en werkt afwisselend in Parijs en Tasjkent.

## Levensloop

### Opleiding
Saodat Ismailova werd geboren in de Sovjet-Unie, en was 11 jaar toen deze tot einde kwam. Geïnspireerd door haar vader, een Oezbeekse cameraman en haar grootmoeder, een verhalenvertelster, ontwikkelde ze al op jonge leeftijd een passie voor cinema. Ze studeerde film aan het Oezbekistaans Staatsinstituut voor de Kunsten in Tasjkent, waar ze een klassieke opleiding tot filmmaker kreeg. Over deze studie zegt ze: "Mijn filmstudie in Tasjkent was heel onbevredigend. Als ik echt iets wilde leren, begreep ik al snel, moest ik naar het buitenland.”
In 2002 nam ze een uitnodiging aan om zich in Italië verder te ontwikkelen aan het instituut Fabbrica, centrum voor kunststudies in Treviso. Paradoxaal genoeg kreeg ze pas tijdens haar studies in Europa interesse in het werk van de Sovjetfilmmakers Sergej Paradzjanov en Andrej Tarkovski. Beiden hadden gebroken met de gevestigde stijl van het Sovjet-realisme ten gunste van het expressionisme en existentialistische thema's. Aan het Sundance Institute (VS) bekwaamde Ismailova zich verder in regie en scenarioschrijven. Van 2015 tot 2017 studeerde ze aan de Le Fresnoy studio national des arts contemporains in Lille.

### Werk
In 2005 verkreeg Ismailova een plaats in het DAAD Berliner Künstlerprogramm, waar ze de film 40 Days of Silence maakte. In 2008 richtte ze het Centraal-Aziatische filmproductiebedrijf MAP op. In 2013 was haar eerste video-installatie Zukhra te zien in het Centraal-Aziatisch Paviljoen van de Biennale van Venetië. Deze video, waarin een vrouw, liggend in bed, de geschiedenis van Oezbekistan vertelt, bezorgde haar wereldwijde bekendheid. In 2022 verkreeg het Stedelijk Museum Amsterdam dit werk dankzij een schenking. Haar speelfilmdebuut 40 Days of Silence werd in 2014 genomineerd voor de prijs van Beste Debuutfilm op het filmfestival van Berlijn en won internationaal prijzen.
In 2017 was ze artist-in-residence bij het Noorse Bureau voor Hedendaagse Kunst en maakte ze de korte film The Haunted, over het uitsterven van de Kaspische tijger, en wat dit voor de plaatselijke bevolking betekent. Vanaf 2017 exposeerde ze o.a. in het Brooklyn Academy of Music in New York, en had ze solotentoonstellingen in prestigieuze instellingen als het Centre for Contemporary Art, Tromsø en Quai Branly Museum, Parijs. 
In 2019 stelde ze in Tasjkent een educatieve tentoonstelling (getiteld Q’org’on Chirog) over hedendaagse kunst samen. In 2021 richtte ze het DAVRA-collectief op om de Centraal-Aziatische cultuur te onderzoeken, te documenteren en bekend te maken. Andere tentoonstellingen van haar in deze periode zijn onder meer Her Five Lives (2021), Chillahona (2022) en 18.000 Worlds (2022).
In 2022 nam Ismailova deel aan Documenta fifteen waar haar werk Chilltan werd uitgevoerd: een labyrintische werk dat zich afspeelde in een reeks onderling verbonden kamers in de kelder van het Fridericianum. Ismailova combineerde daartoe film, performance en omgeving. Haar werk The Milk of Dreams werd in 2022 opgenomen in de hoofdtentoonstelling van de Biennale in Venetië.
In 2022 ontving Ismailova de Eye Art & Film Prize van het Eye Filmmuseum voor haar oeuvre vanwege haar bijzondere talent om te werken op het grensgebied van film en beeldende kunst. Het juryrapport vermeldde dat Ismailova de kijker "verleidt beeld te ‘horen’ en geluid te ‘zien’. Haar oeuvre is intrigerend, mysterieus en betrokken, terwijl vorm en esthetiek in balans zijn en niet overweldigend.”
Het werk van de kunstenaar is opgenomen in de collecties van het Stedelijk Museum Amsterdam, het Almaty Museum of Art en het Centre Pompidou in Parijs. 

## Kenmerken

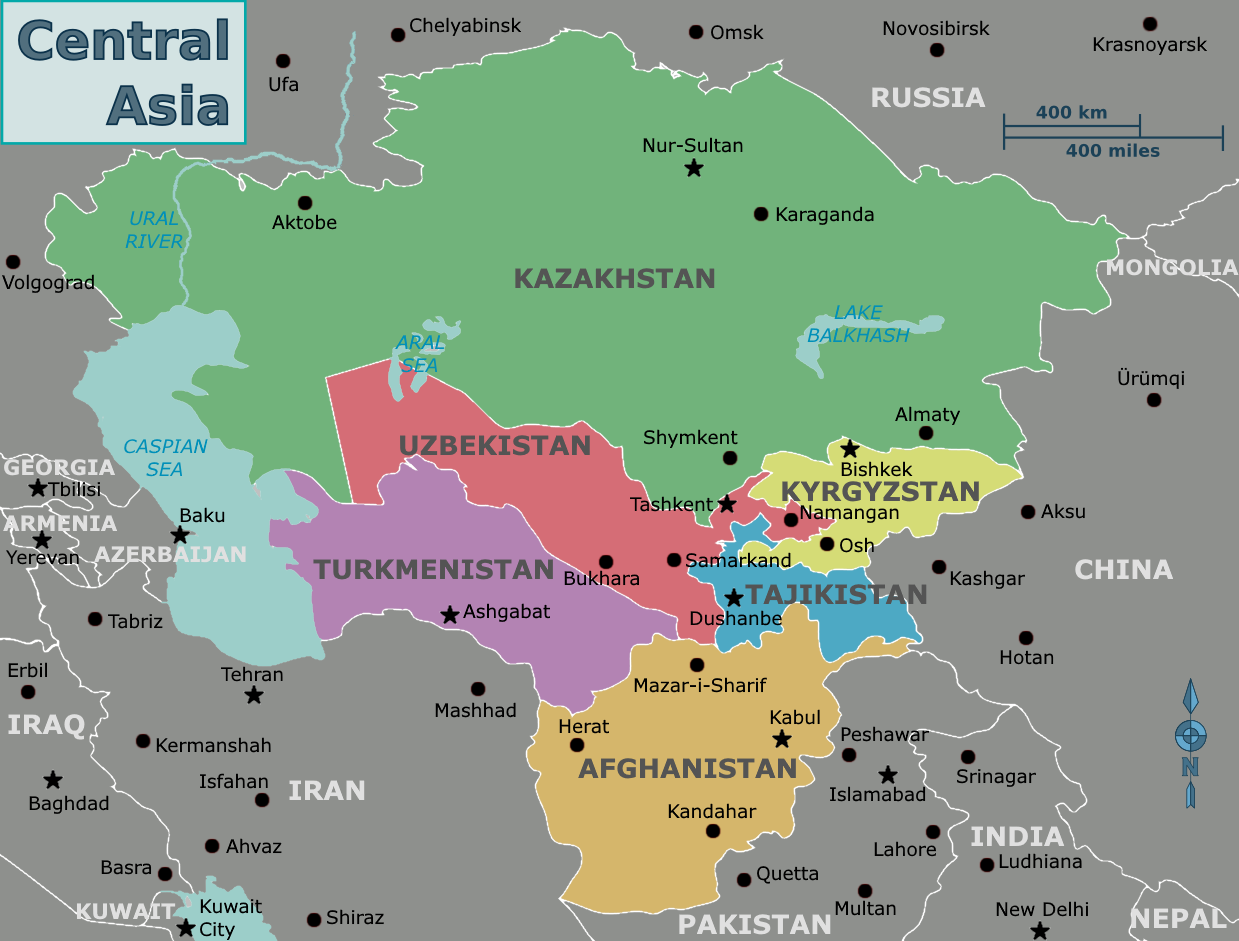
Centraal-Azië

Ismailova's werk wordt omschreven als "rijk, gelaagd, urgent en afgewogen", maar ook "... heel specifiek en tastbaar. Van de beschermende amuletten en oude foto’s van familieleden die op een tentoonstelling te zien zijn, tot de vloerkleden om op te zitten en de paardenharen sluiers die Oezbeekse vrouwen droegen." Herinnering, geschiedenis, dromen, sprookjes, mythes, rivieren, landschappen, stenen, dieren, spreuken en rituelen zijn de bouwstenen van haar oeuvre. In haar films en video's combineert ze eigen, nieuw geschoten materiaal met historische beelden en geluidsopnamen.
Aanvankelijk werd Ismailova in Europa gezien als post-Sovjetkunstenaar. Haar praktijk beperkt zich echter niet tot Centraal-Aziatische of postcommunistische kunst, en ook niet tot vrouwelijke kunst, maar is eerder in te delen bij de conceptuele stroming.

### Centraal-Azië
Een karakteristiek thema in het werk van Ismailova is de diepe menselijke verbindingen die ervaren worden via gedeelde herinneringen, in de natuur en in spirituele ervaringen. Ondanks het traumatische Sovjetverleden van Oezbekistan zijn de onderlinge verbanden tussen de verschillende generaties en volkeren in Centraal-Azië niet verbroken. Ismailova ziet zichzelf dan ook in de eerste plaats als kunstenaar uit Centraal-Azië, zonder zich te beperken tot haar thuisland Oezbekistan. De onderlinge banden tussen Oezbeken, Kazachen, Oeigoeren, Tataren, Iraniërs en Noord-Afghanen verwerkt ze in haar kunst. Bewegende beelden, of het nu een film of een video-installatie is, zijn voor haar het beste middel om dit uit te drukken.

### Natuur
De natuur is een belangrijke inspiratiebron voor haar, ook omdat de natuur iets is dat, ongeacht lokale historische ontwikkelingen, altijd aanwezig is geweest. Toen Ismailova in 2003 begon te werken aan een documentaireserie over muziek uit Centraal-Azië, reisde ze tien jaar door de regio. In die periode begon ze Centraal-Azië voor het eerst te zien als één entiteit, als één organisme met zijn innerlijke verbindingen. In zekere zin was deze reis een antropologische en etnografische expeditie. In haar werken Stains of Oxus en The Haunted, gemaakt vanuit deze visie, wordt de natuur gezien als een bewaker en als iets heiligs.

### Culturele wortels
Angst voor de eigen inheemse cultuur was en is nog steeds een veel voorkomend gevoel in landen die in de USSR werden opgenomen. Mensen die onder het Sovjetbewind hun eigen inheemse cultuur beoefenden, brachten met deze illegale praktijk zichzelf en hun gezinnen in gevaar. In het geval van Oezbekistan gaat het om boeddhistische, zoroastrische, pre-Islamitische, islamitische en agnostische culturen, en sjamanistische rituelen. Ismailova is er sterk van overtuigd dat de pijn, ontstaan door een verbod om zich tot de eigen culturele wortels te verhouden, uiteindelijk een gedeelde energie heeft geactiveerd. Dit heeft geleid tot de noodzaak om herinneringen levend te houden en de eigen identiteit te ontwikkelen. Deze visie leidt tot een sterk conceptuele inslag van haar werk.

### Mythe
In haar werk worden collectieve en persoonlijke ervaringen met elkaar verweven. De dingen die voortleven via dromen, herinneringen, rituelen, muziek, dans en mondelinge vertellingen spelen daarin een belangrijke rol. Over het gebruik van dit "ongrijpbare" zegt Ismailova: "Dat is waar ik het meest mee werk. Dingen die bestaan, maar nooit echt zijn aangeraakt. Dingen die je door de vingers glippen. Helaas maken we in onze moderne wereld onderscheid tussen een mythische, magische gefantaseerde wereld en een rationele, analytische wereld. Ik wil dat onderscheid niet maken. Mythes en rituelen zijn helemaal niet zo ver verwijderd van ons dagelijks leven. Ze moeten alleen niet losgezongen zijn van de realiteit. In beeld en geluid óver die mythes en rituelen kun je de realiteit loslaten zoveel je wilt. Maar de mythes en rituelen zelf moeten een basis hebben in de realiteit.”

### Taal
In Oezbekistan is de taal en het alfabet in de 20ste eeuw verschillende keren veranderd: van Oezbeeks naar Russisch en weer terug, en van (eeuwenlang) Arabisch schrift naar Latijns schrift onder het Sovjet-bewind, en vervolgens naar het Cyrillisch, mede als doel om de bevolking uit de invloedssfeer van Turkije te houden. Na de val van de Sovjet-Unie in 1992 kwam als verzet eerst het Latijnse schrift terug, 10 jaar later weer vergezeld door het Cyrillisch. Deze constante verandering van taal en alfabet zorgde ervoor dat oude geschriften moeilijk toegankelijk zijn en dat er weinig Oezbeekse poëzie en literatuur is, waardoor de overdracht van kennis en cultuur verstoord is. In Ismailova's visie illustreert dit de ontworteling van de Oezbeekse cultuur. Over deze ballast zegt ze: "Wat dat betreft ben ik echt een product van de post-Sovjet: het proces of intellectuele deel van mijn werk vindt plaats in het Russisch, terwijl het emotionele aspect tot uiting komt in het Oezbeeks." Ze snijdt dit thema o.a. aan in The Haunted (2017). 

### Geluid
Geluid speelt een belangrijke rol in haar werk. Ismailova werkt samen met geluidsontwerpers en componisten om een precieze en conceptuele geluidsomgeving te creëren. Met het gebruik van lokale traditionele muziek is ze echter behoedzaam: slechts één keer gebruikt ze dat in haar werk Qyrq Qyz, een muziekvoorstelling die in 2018 in première ging op de Brooklyn Academy of Music in New York. Ze zegt hierover: "We moeten heel voorzichtig omgaan met traditionele muziek, zodat we niet in zelf-exotisering vervallen."

## Filmografie[9]
- 1999 - Believe or Not Believe - korte film
- 2000 - The Last Guest - korte film
- 2003 - Zulfiya - korte film
- 2004 - Aral. Fishing on an Invisible Sea - documentaire
- 2013 - Zukhra - korte film
- 2013 - Celestial Circle - korte film
- 2014 - Forty Days of Silence - film
- 2014 - Gulaim - korte film
- 2016 - Stains of Oxus - 3-kanaals HD video-installatie
- 2016 - Chillpiq - korte film
- 2017 - Two Horizons - 2-kanaals video
- 2017 - The Haunted - korte film
- 2018 - Qyrq Qyz/Forty Girls
- 2020 - Her Right - korte film
- 2020 - Chyltan - installatie
- 2020 - Her Five Lives - documentaire
- 2021 - Plea - video/installatie
- 2018/2021- Untitled - 40 portretten van meisjes geprojecteerd op zijde, gemaakt tijdens de audities voor Qyrg Qyz
- 2021 - Yangiyo'l/The New Way - installatie
- 2022 - Bibi Seshanbe - documentaire
- 2022 - The Milk of Dreams

## Prijzen
- 1999 - Grote Prijs - Tashkent Student Film Festival
- 2000 - Beste Camerawerk - The Last Guest - International Film Festival, Almaty (Kazachstan)
- 2004 - Beste Film - documentaire Aral: Fishing in an Invisible Sea - Internationaal Filmfestival van Turijn
- 2022 - Eye Art & Film Prize - gehele oeuvre